# ستيفن مالكولم
ستيفن مالكولم (بالإنجليزية: Stephen Malcolm)‏ (مواليد 2 مايو 1970) هو لاعب كرة قدم. يلعب مع منتخب جامايكا لكرة القدم. سبق له أن لعب في كأس العالم لكرة القدم مع منتخب بلاده.

## روابط خارجية
- ستيفن مالكولم على موقع الاتحاد الدولي (مؤرشف)  (الإنجليزية)
- ستيفن مالكولم على موقع قاعدة بيانات كرة القدم.إي يو (الإنجليزية)
- ستيفن مالكولم على موقع ناشيونال فوتبول تيمز (الإنجليزية)